# Giovanni Visconti (arcivescovo)
Giovanni Visconti (Milano, 1290 circa – Milano, 5 ottobre 1354) è stato arcivescovo e signore di Milano, prima con il fratello Luchino Visconti (anche se pare che Giovanni non intervenne nel governo) e poi, dopo la morte di quest'ultimo, da solo, fino alla sua stessa morte.
Ultimogenito di Matteo I Visconti e Bonacosa Borri, dopo aver ricevuto un'istruzione in studium generale, Giovanni fu avviato alla carriera ecclesiastica e durante la seconda metà del Trecento detenne la Signoria di Milano, in precedenza guidata da Ottone Visconti. Amante delle arti, fu mecenate del Petrarca che soggiornò a Milano e ne elogiò le virtù. Nel 1323-1324 fu scomunicato e accusato di eresia ma trovò un alleato nell'Antipapa Niccolò V che, nel gennaio 1329, lo nominò cardinale, con il titolo di (pseudo) cardinale di Sant'Eusebio. Tuttavia il 15 settembre 1329 egli fece, per procura, atto di sottomissione al legittimo papa e di persona, il 26 novembre dello stesso anno. Giovanni non venne comunque mai promosso cardinale da un papa legittimo.
Nel 1332, invece, divenne vescovo e signore di Novara e, dopo aver risolto le controversie con l'arcivescovo legittimo Aicardo da Camodeia, rientrò a Milano (1341) in quanto signore, insieme al fratello Luchino Visconti. Venne eletto arcivescovo nel 1339 succedendo così ad Aicardo, ma il suo titolo arcivescovile fu confermato da Papa Clemente VI, per mezzo di una bolla, solo nel 1342. Nel 1352, Giovanni estese il potere dei Visconti fino a Genova e l'anno seguente a Bologna e Novara. Alla sua morte, il 5 ottobre 1354, lo Stato milanese fu diviso fra i tre nipoti, figli di Stefano Visconti: Matteo II, Galeazzo II e Bernabò, già stati associati alla Signoria di Giovanni e confermati come possessori della città di Milano.
Giovanni ebbe due figli illegittimi, Leonardo Visconti podestà di Novara e Margherita Visconti casata ad Ambrogio Visconti, condottiero e figlio naturale di Bernabò Visconti, governatore di Pavia e nipote del suo fratello Stefano Visconti.

## Carriera ecclesiastica e civile
La carriera ecclesiastica di Giovanni inizia con la rinuncia del fratello Stefano Visconti e con la conseguente elezione a presule nel 1317. L'elezione gli consentì di occupare una posizione di prestigio all'interno della vasta casata viscontea e di iniziare a puntare sulla Chiesa ambrosiana e sul controllo delle istituzioni ecclesiastiche, con l'obiettivo di assumere un ruolo di potere. Nella prima metà del XIV secolo, Giovanni Visconti è signore e, dopo che la sua dinastia aveva ripreso il controllo sulla città di Milano, egli aveva iniziato ad acquisire sempre maggiori spazi nella Chiesa ambrosiana.
Con il diploma del 4 luglio 1327, venne nominato dall'imperatore Ludovico il Bavaro "iudex ordinarius" del clero cittadino e diocesano. Questa nomina a giudice ordinario gli consentiva il controllo sul tribunale e sulla curia diocesani e gli assicurava la collaborazione del potere civile. In questo modo, grazie alla scelta imperiale, il Visconti trovava appoggio per i suoi disegni di egemonia sulla chiesa.
Egli fu poi nominato cardinale dall'antipapa Niccolò V, ma in seguito Papa Giovanni XXII lo accusò di infamia e ordinò ai vescovi di Como la pubblicazione delle sentenze (1322-23) contro di lui, per il fatto di aver accettato la nomina come cardinale. La brevità della carica fu, però, determinata dal passaggio del Visconti, nel maggio-giugno 1329, a una politica anti imperiale. Infatti, questo nuovo orientamento politico veniva formalizzato ad Avignone con l'adesione dei signori di Milano alle direttive del Papa e con la conseguente rinuncia di Giovanni alla carica cardinalizia. Nel frattempo, nel luglio 1327, Giovanni venne accusato di cospirazione. Questo determinò il suo arresto, ma ben presto fu liberato, come dimostra la sua libera presenza a Milano nel settembre dello stesso anno. Nell'ottobre 1339, invece, venne eletto arcivescovo e prese il posto di Aicardo da Camodeia, nonostante egli fosse ancora il legittimo arcivescovo. Aicardo, infatti, era tenuto in esilio, ma Giovanni aveva «...avuto in locazione il patrimonio e i beni della mensa.» Proprio per questo motivo, iniziò ad abitare nel palazzo arcivescovile che, oltretutto, aveva provveduto a far restaurare.
Nel luglio 1339, Aicardo era ritornato dall'esilio nella città di Milano e, solo dopo la sua morte (avvenuta nello stesso anno), Giovanni si insediò sulla cattedra ambrosiana. Riuscì a insediarsi grazie all'appoggio del pontefice Giovanni XXII che lo elesse arcivescovo di Milano con la formula «sacrosante Mediolanensis ecclesie ellectus in archiepiscopum [...]» Poi, nel 1342, Papa Clemente VI (successore di Benedetto XII) concesse a Giovanni Visconti la carica di metropolita e tale conferimento stabiliva il ritrovato accordo tra il Visconti e la sede papale. Fu, dunque, nominato signore e arcivescovo con bolla papale di nomina in data 17 luglio 1342. Giovanni si trovò, così, insediato sulla cattedra di Ambrogio per designazione di Clemente VI che lo aveva confermato arcivescovo, ma ora questa posizione risultava più concreta e ufficiale perché derivava da una nomina pontificia. Il suo incarico di arcivescovo ebbe un ruolo determinante nel consolidamento della signoria viscontea e tale importanza consiste soprattutto nell'aver «...saputo e potuto appoggiare al pastorale la spada.»

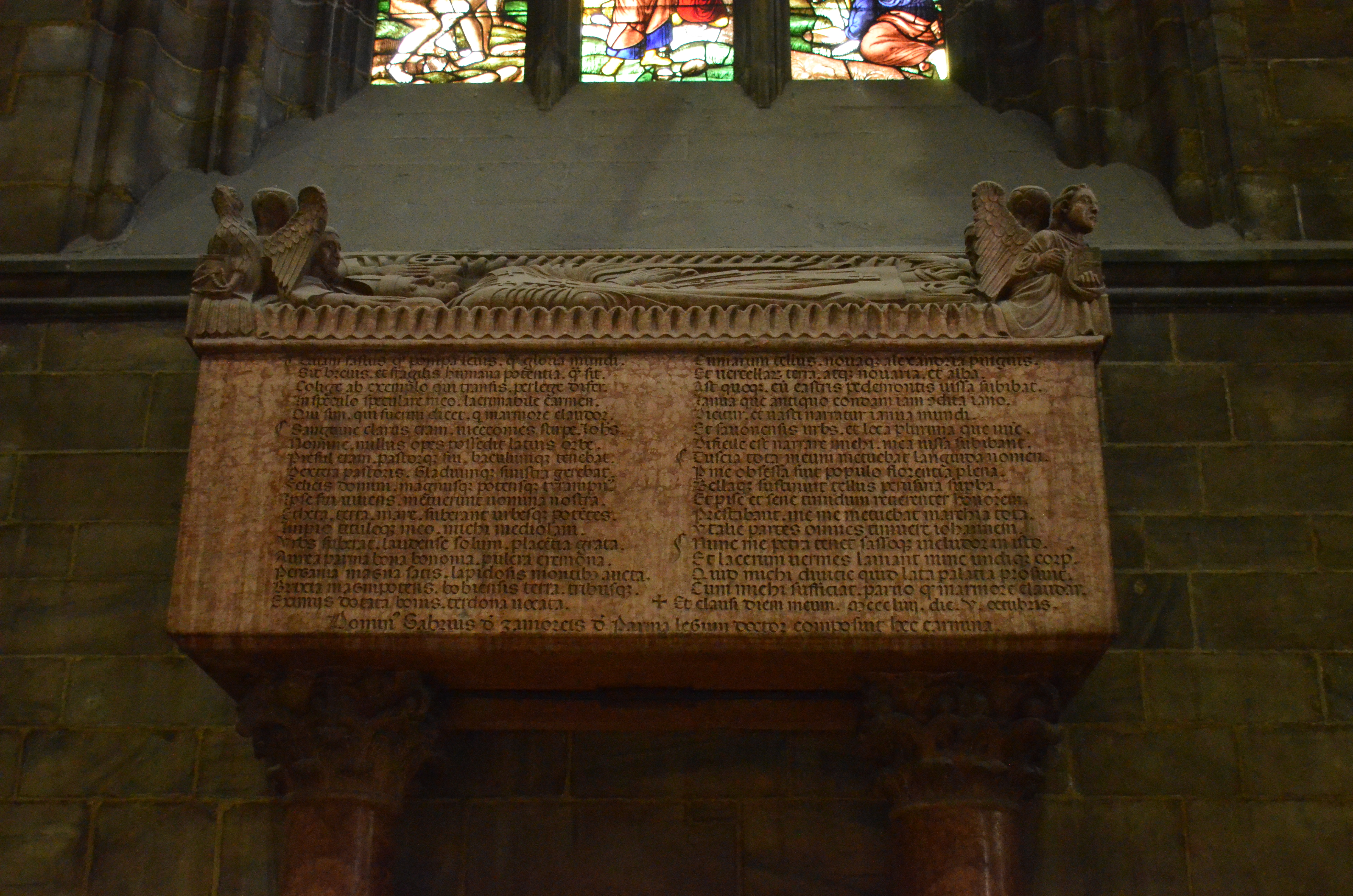
Tomba di Giovanni Visconti.

La personalità di Giovanni, infatti, era tale da riuscire a cogliere le occasioni favorevoli e gestire con impegno le due funzioni: temporale e spirituale, tanto da essere ricordata nell'epitaffio funebre che sottolinea come «il pastorale -fosse-a servizio della spada.» Dai versi di questo epitaffio si percepisce come il suo ruolo di signore fu, però, prevalente rispetto a quello religioso, tanto da essere sottolineato dai cronisti a lui contemporanei. L'iscrizione sulla tomba di Giovanni è di fondamentale importanza per inquadrarne il carattere, i ruoli e le azioni, ma in particolare delinea una figura di principe temporale che va fiero delle sue conquiste.. La sua presenza nella sede della cattedra ambrosiana fu costante nell'esercizio delle sue funzioni politiche, ma mancano attestazioni sulle mansioni liturgico-sacramentali connesse al proprio ruolo e per le quali veniva sostituito (i documenti non lo mostrano mai nell'esercizio delle mansioni liturgiche).

### Arcivescovo e signore di Milano
Giovanni divenne arcivescovo grazie al prestigio della sua casata e fu signore di Milano in base a una legittimazione venuta dal basso, compiuta da parte del consiglio generale di Milano nel 1339, subito dopo la morte di Azzone Visconti. In assenza di eredi diretti Giovanni e Luchino ebbero la signoria in condominio. Nell'agosto del 1342, Giovanni era arcivescovo di Milano ed era pacificato con il papa Clemente VI che riconfermava i suoi possedimenti. L'elezione di Giovanni e Luchino fu unanime e fatta in breve tempo, poiché era necessario evitare vuoti di potere. Così nei giorni successivi all'elezione i fratelli firmarono i loro atti con la formula: «Giovanni vescovo di Novara e Luchino, fratello del Visconti, signori di Milano», formula che, dopo la conferma di Giovanni ad arcivescovo diventò «Giovanni arcivescovo di Milano e Luchino, fratello del Visconti, signori di Milano.» Dopo la morte di Luchino, avvenuta nel 1349, Giovanni divenne generalis dominus Mediolani. Quando Giovanni prese il potere come arcivescovo, la città di Milano era politicamente instabile, quindi prima Ottone e in seguito Giovanni offrirono soluzioni alla crisi e favorirono le istituzioni ecclesiastiche ambrosiane.
Giovanni, per certi versi, continua quella tradizione dinastica avviata dal prozio Ottone, caratterizzata non solo da una tendenza egemonica cittadina e regionale, ma anche da una tendenza a dare visibilità alla tradizione signorile, con l'obiettivo di migliorarne la struttura. A tal fine: (i) acquisì i territori di Bologna nel 1350 e di Genova nel 1353; (ii) modificò leggi cittadine; (iii) operò riforme che consentirono un buon funzionamento della burocrazia periferica; e (iv) non trascurò di modificare le istituzioni ecclesiastiche e signorili.
Il consolidamento delle strutture della diocesi è certamente dovuto al fatto che il Visconti era nel contempo signore e arcivescovo di Milano. Questo evitava la conflittualità tra i due ruoli e gli consentiva, di conseguenza, di essere né prevaricato, né influenzato da un dominus che interferisse nelle sue scelte politiche o religiose riguardo alla città di Milano. Il potere di Giovanni, però, non si estendeva solo sulla città di Milano, ma anche su numerose diocesi del Piemonte e della Lombardia, infatti, per un decennio fu anche presule nella città di Novara. L'arcivescovo-signore si poneva, così, come riferimento per il clero locale, oltre che promotore di iniziative che riguardavano la vita religiosa milanese.
La forte presenza di Giovanni era basata sulla capacità di entrare a far parte, con decisione, degli enti ecclesiastici dei quali occupava fisicamente le sedi e i beni, tanto da meritarsi rimproveri papali. Il potere acquisito da Giovanni era concorrenziale con l'autorità dell'arcivescovo legittimo (Aicardo da Camodeia) e fu ottenuto dopo continui contrasti con il Papa e i conseguenti accordi con Avignone. Grazie alla legittimazione papale e alla sua politica di pressione in sede locale, Giovanni (forte del potere che gli derivava dall'essere signore di Milano) cercava di intromettersi nelle istituzioni ecclesiastiche e di impossessarsi dei beni. Tutto ciò ci presenta le strategie che il Visconti utilizzò per assicurarsi il controllo sulla Chiesa ambrosiana, sulle istituzioni, sul clero e sul popolo. A dimostrazione dell'intromissione nella Chiesa ambrosiana da parte del Visconti, c'è un episodio avvenuto a Monza, in cui l'arcivescovo allontanò dalla carica l'arciprete Lombardino della Torre, imponendosi come «...generalis vicarius ac protector et defensor...» come risulta da un documento del 1325. Nonostante le ripetute scomuniche, Giovanni puntò alla creazione di un'egemonia personale all'interno della Chiesa ambrosiana e all'autonomia di gestione. Intanto, le sue qualità politiche portarono a un rilancio territoriale della signoria e gli consentirono un facile inserimento nelle strutture ecclesiastiche milanesi, con l'obiettivo di sfruttarle per fini espansionistici. La storiografia milanese evidenzia la politica ecclesiastica viscontea intenta a impadronirsi di rendite della chiesa e a sottoporre a tassazione i religiosi e le loro proprietà, tanto da violarne la libertas ecclesiastica, per privilegiare la propria casata. Giovanni, infatti, sfruttò la Chiesa ambrosiana per consolidare il potere pubblico, poiché prendere il potere pubblico significava intervenire in campo ecclesiastico e controllarne le istituzioni.
Giovanni, che nel contempo era signore e arcivescovo, si preoccupava: (i) del buon funzionamento delle istituzioni ecclesiastiche; (ii) delle città soggette a Milano; (iii) di intervenire nei casi di crisi o decadenza di enti; (iv) rispondere alle esigenze della Chiesa ambrosiana e delle altre chiese soggette al suo dominio; e (v) di promuovere attività riformatrici. Tutto questo contribuisce a definire Giovanni un "buon vescovo" perché durante il suo episcopato le istituzioni diocesane rimangono efficienti e si consolidano, nonostante avesse dato l'impressione di strumentalizzare e sfruttare l'episcopato.

### Programma religioso ed edilizio
Giovanni ebbe interesse particolare per la costruzione di edifici, poiché uno dei tratti distintivi del "buon presule" era costituito dalla cura del patrimonio edilizio della chiesa a lui affidata: questo era necessario affinché il vescovo venisse ricordato. È, infatti, dimostrato che più veniva accresciuto il patrimonio edilizio maggiore era il prestigio del signore. Nell'immaginario collettivo dei suoi contemporanei, infatti, la costruzione di palazzi aveva una grande importanza perché assimilato al concetto di forza.
In questa direzione si collocano: (i) la realizzazione di edifici monumentali; (ii) la riedificazione dell'arcivescovado; (iii) il restauro di castelli ed edifici arcivescovili; e (iv) la costruzione di un nuovo palazzo arcivescovile. Con tali opere Giovanni voleva non solo mettere in risalto, sempre in linea con la tradizione, la sua grandezza e la sua buona politica amministrativa, ma anche sottolineare il parziale disinteresse dei suoi predecessori nella cura del patrimonio edilizio. L'interesse per la costruzione di edifici era, quindi, orientato a ottenere una visibilità sempre maggiore e mostrava ai suoi cittadini un'idea di potenza e magnificenza, trasmessa dall'imponenza delle costruzioni.
Nel campo della religiosità e nella pubblica opinione, Giovanni assunse una posizione innovatrice di coordinatore religioso e promotore di iniziative religiose come rappresentazioni, celebrazioni e processioni che puntavano all'inserimento della signoria nella religiosità cittadina, in particolare introdusse il Corpus Domini. Promosse, inoltre, iniziative di carattere religioso sia in quanto signore sia come privata persona, quindi, si serviva della religione civica con lo scopo di consolidare il potere e acquisire territori.
In generale Giovanni promosse culti religiosi per la città di Milano puntando all'auto-legittimazione della sua carica civile e religiosa (dominus e presule); voleva legittimarsi di fronte ai cittadini milanesi, ma anche di fronte alle comunità di altre città a lui sottoposte. Da dominus fa sentire la sua azione influenzando l'ideologia collettiva con gesti significativi, infatti, nonostante il suo interesse fosse rivolto prevalentemente alla politica, egli mostrava la religiosità del principe e dell'uomo : "Egli manifesta accanto all'attività dell'ordinario diocesano la religiosità del principe e dell'uomo".

### Relazioni con il papato
Giovanni Visconti mirava all'espansione della signoria milanese e ciò lo portò ad intessere relazioni con la Sede Apostolica per risolvere i contrasti che emergevano nella sistemazione territoriale della Lombardia.
Poco prima di essere arcivescovo, Giovanni diviene Signore e inizia a intessere relazioni con la sede apostolica ma sia il rapporto con il Papa sia con la chiesa locale e la Signoria aveva una duplice natura:
il disegno di Giovanni era quello di sfruttamento, infatti, si servì di questi rapporti nella prospettiva di un dominio temporale.
I rapporti nei confronti del pontefice erano in parte ambigui perché Giovanni si muoveva politicamente verso l'espansione della signoria, non rispettando spesso i patti stabiliti con la sede papale. Il Visconti e il Papa in carica, per molto tempo, portarono avanti alcune trattative, al cui centro c'era la politica espansionistica di Milano e le cui direttive erano sempre in contrasto con quelle del papato. Queste trattative iniziarono con Papa Giovanni XXII e si protrassero col successore Benedetto XII, ma infine, nel 1335, si approvarono gli accordi del clero e del popolo col pontefice. Però, nonostante i patti, i contrasti con il Papato ripresero a causa della continua politica espansionistica del Visconti che sottometteva città appartenenti al dominio pontificio. Il 7 maggio 1341 Benedetto XII emanò 2 bolle: una che assegnava ai fratelli Visconti il vicariato imperiale e l'altra che assolveva tutti i domini dei Visconti dalle censure ecclesiastiche.
Solo il 6 agosto 1341, Giovanni e Luchino firmarono gli accordi, considerando la necessità che la pace con Avignone poteva determinare nuove e più sicure opportunità politiche. Durante la lunga e complessa vicenda delle trattative con la sede papale, Giovanni ottenne dei vantaggi come la dignità di cappellano papale (7 agosto 1330) e la cattedra di Novara (31 luglio 1331).
La spregiudicatezza della politica del Visconti, in queste circostanze, dimostra come ai signori di Milano servisse un fondamento legale che giustificasse la loro politica di espansione, mentre al Papa serviva l'appoggio militare e politico di questa potente famiglia per consolidare la sua politica anti imperiale. In questo bilanciato gioco diplomatico, Giovanni si servì del prestigio del Papa per costruire il suo potere, mentre il pontefice si servì della potenza viscontea per meglio opporsi e contrastare la politica imperiale. Questa mutata linea politica (che smentiva la precedente politica papale anti-viscontea) ben emerge dallo scambio epistolare tra Giovanni Visconti e il Papa, subito dopo la firma degli accordi. Grazie a tali accordi, l'arcivescovo di Milano ricevette numerosi benefici dal pontefice, tanto da riuscire ad acquisire prestigio e privilegi per la sua famiglia. Fu abile nella mediazione con il Papa, favorendo i propri parenti e la sua abilità diplomatica fu tale da riuscire ad approfittare di questo conciliato rapporto, anche per ottenere benefici ecclesiastici per i propri fedeli.
Nel complesso, la clientela che derivava dall'azione diplomatica del Visconti, potenziava in modo considerevole la sua autorità. Però, l'influenza che l'arcivescovo ebbe nei confronti del Papa dipendeva, anche, dalle abilità diplomatiche e dall'attività contrattuale degli ambasciatori viscontei, i quali aiutavano il Signore a favorire la concessione di benefici.

## La gestione dell'episcopato e dei beni
Nel 1342, quando Giovanni si insediò sulla cattedra ambrosiana, la priorità immediata era quella di riorganizzare i beni episcopali. Questa priorità emergeva a causa dell'azione politica, a tratti prepotente, portata avanti dagli stessi Visconti. Nella gestione dei beni arcivescovili, Giovanni teneva distinti i redditi signorili da quelli personali e da quelli ratione mense, anche se poi, di fatto, la loro gestione era affidata a un unico gruppo di funzionari. I beni e diritti della mensa erano amministrati secondo titoli legittimi e in base alle trattative politiche fra Milano e Avignone, infatti, Giovanni li aveva ottenuti dal pontefice Benedetto XII nel 1332-1333. Incisiva è la sua attività di risanamento della Chiesa ambrosiana, infatti, constatata la dispersione dei beni della chiesa a opera dei suoi predecessori, priva alcuni funzionari dei loro benefici facendoli sostituire, ma conferma altri nel proprio ruolo.
Giovanni Visconti non si allontanò mai dalla sua sede ma per mantenere i rapporti affidava gran parte delle funzioni amministrative a collaboratori. Da lui dipendeva un organismo costituito da vicari generali, notai e delegati che davano al governo una certa stabilità e assicuravano un buon funzionamento della curia, anche nei momenti di difficoltà. La cerchia vescovile assicurava, dunque, un buon funzionamento dell'attività del metropolita. Nello stesso modo, grazie ai collaboratori, operava anche a Novara per amministrare quella chiesa e per riscuotere crediti; tra i suoi collaboratori figuravano alcuni uomini appartenenti alla sua casata, ai quali affidava incarichi al fine di risolvere questioni di varia natura. Il Visconti concentrò nella sua personalità sia le fortune signorili viscontee, sia il potere civile e religioso. Il risultato fu il rilancio della Chiesa Ambrosiana che raggiunse sotto la sua guida splendore e magnificenza.
Fu tendenza della famiglia Visconti (iniziata con Matteo e proseguita con Giovanni e Luchino) quella di acquistare fondi e beni, soprattutto nelle zone strategiche, con lo scopo di consolidare la signoria. Inoltre, dal 1347 fino al 1354 il Visconti utilizza le proprie risorse per sostenere conventi, ospedali e chiese, non solo di Milano, ma anche di altre città, con lo scopo di assicurarsi visibilità e al contempo la salvezza spirituale. Nel 1349 fondò, quattro chilometri fuori le mura di Porta Tenaglia, la Certosa di Garegnano, donandola all'ordine certosino, e dotandola di ampie proprietà terriere e immobiliari, esenti da imposte e tasse, per il sostentamento dei monaci, essendo l'ordine certosino un ordine dedito esclusivamente alla preghiera e alla contemplazione.

## Immagine complessiva
Nel complesso la figura di Giovanni si delinea nella sua molteplicità di funzioni ed è la figura che esprime il momento più alto della potenza politica viscontea nel XIV secolo perché: (i) diede stabilità alle strutture della Signoria; (ii) ampliò l'egemonia regionale milanese; e (iii) perfezionò il controllo sulle istituzioni ecclesiastiche locali. La signoria di Giovanni, rispetto a quella dei suoi predecessori (Matteo e Galeazzo), aveva altri punti di forza dovuti alla scomparsa delle diverse fazioni politiche e ai buoni rapporti con gli aristocratici della città. Rispetto ai predecessori il punto di forza di tutta la sua amministrazione può essere individuato nel connubio tra funzione temporale e spirituale; ciò gli consentì di unificare le attività che promuoveva in entrambi i campi.
Con l'avvento della signoria cambiano le condizioni politiche e sociali, dovute al mutato clima politico che Giovanni Visconti aveva contribuito a determinare, però questi mutamenti non portarono a una crisi istituzionale della signoria e della chiesa ambrosiana, ma anzi ne migliorarono gli aspetti. Le diverse cariche politiche e i vari accordi mostrano come Giovanni fosse abile nel destreggiare la sua politica tra papa, antipapa e imperatore, al fine di avere legittimazione e totale sostegno; le tattiche politiche e i patteggiamenti con il papato hanno avuto come risultato un ampliamento della sua influenza verso altre città. Le conflittualità dei rapporti con la sede apostolica furono, infatti, gestite dal Visconti a volte con spregiudicatezza, a volte con diplomazia, ma si mostrò sempre all'altezza dei ruoli che rivestiva.
Giovanni è visto come «...massimo fautore della strumentalizzazione dell'arcivescovato ambrosiano» e anche «...principale responsabile del processo di deterioramento della figura del presule all'interno della compagine sociale milanese.» Secondo gli Annales Mediolanenses, infatti, vi è un rapporto tra la dominazione viscontea e la crisi della figura degli arcivescovi milanesi e questa crisi si manifesta di più quando la dinastia signorile riesce a controllare la cattedra ambrosiana tramite un proprio esponente.
Giovanni era punto di riferimento per la vita religiosa milanese e questo era stato possibile per la sua appartenenza familiare. Nella cronaca di Galvano Flamma l'arcivescovo è presentato con buone qualità sia umane che religiose. Da galvano sono, infatti, messe in risalto la "magnificenza umana" e le "qualità di pastore", in quanto attuava un'attività di "recupero dei beni e dei diritti della mensa", ricostruiva castelli arcivescovili e chiese, celebrava con devozione le funzioni religiose. In questo modo l'immagine che veniva offerta ai contemporanei di Giovanni era particolarmente positiva.
L'attività politica e religiosa di Giovanni può essere inserita in un "fenomeno di lunga durata" che, pur mostrando aspetti apparentemente movimentati, ha rappresentato, invece, un momento di stabilità e assenza di rotture interne. Dunque, per il Visconti la cattedra ambrosiana ha rappresentato il completamento di quell'idea politica personale che considerava determinante l'intromissione della dinastia nelle istituzioni ecclesiastiche locali.

## Ascendenza
|                    |                 |                  | Genitori |  |  | Nonni |  |  | Bisnonni           |  |  | Trisnonni       |  |
|                    |                 |                  |          |  |  |       |  |  | Andreotto Visconti |  |  | Ottone Visconti |  |
|                    |                 |                  |          |  |  |       |  |  | Andreotto Visconti |  |  | Ottone Visconti |  |
|                    |                 | …                |          |  |  |       |  |  | Andreotto Visconti |  |  |                 |  |
| Teobaldo Visconti  |                 |                  |          |  |  |       |  |  | Andreotto Visconti |  |  |                 |  |
|                    |                 | Fiorina Mandelli | …        |  |  |       |  |  |                    |  |  |                 |  |
|                    |                 | Fiorina Mandelli | …        |  |  |       |  |  |                    |  |  |                 |  |
|                    |                 | Fiorina Mandelli | …        |  |  |       |  |  |                    |  |  |                 |  |
| Matteo I Visconti  |                 | Fiorina Mandelli |          |  |  |       |  |  |                    |  |  |                 |  |
|                    |                 | …                | …        |  |  |       |  |  |                    |  |  |                 |  |
|                    |                 | …                | …        |  |  |       |  |  |                    |  |  |                 |  |
|                    |                 | …                | …        |  |  |       |  |  |                    |  |  |                 |  |
| Anastasia Pirovano |                 | …                |          |  |  |       |  |  |                    |  |  |                 |  |
|                    |                 | …                | …        |  |  |       |  |  |                    |  |  |                 |  |
|                    |                 | …                | …        |  |  |       |  |  |                    |  |  |                 |  |
|                    |                 | …                | …        |  |  |       |  |  |                    |  |  |                 |  |
| Giovanni Visconti  |                 | …                |          |  |  |       |  |  |                    |  |  |                 |  |
|                    | Lanfranco Borri | …                |          |  |  |       |  |  |                    |  |  |                 |  |
|                    | Lanfranco Borri | …                |          |  |  |       |  |  |                    |  |  |                 |  |
|                    | Lanfranco Borri | …                |          |  |  |       |  |  |                    |  |  |                 |  |
| Squarcino Borri    | Lanfranco Borri |                  |          |  |  |       |  |  |                    |  |  |                 |  |
|                    |                 | …                | …        |  |  |       |  |  |                    |  |  |                 |  |
|                    |                 | …                | …        |  |  |       |  |  |                    |  |  |                 |  |
|                    |                 | …                | …        |  |  |       |  |  |                    |  |  |                 |  |
| Bonacossa Borri    |                 | …                |          |  |  |       |  |  |                    |  |  |                 |  |
|                    |                 | …                | …        |  |  |       |  |  |                    |  |  |                 |  |
|                    |                 | …                | …        |  |  |       |  |  |                    |  |  |                 |  |
|                    |                 | …                | …        |  |  |       |  |  |                    |  |  |                 |  |
| Antonia ?          |                 | …                |          |  |  |       |  |  |                    |  |  |                 |  |
|                    |                 | …                | …        |  |  |       |  |  |                    |  |  |                 |  |
|                    |                 | …                | …        |  |  |       |  |  |                    |  |  |                 |  |
|                    |                 | …                | …        |  |  |       |  |  |                    |  |  |                 |  |
|                    |                 | …                |          |  |  |       |  |  |                    |  |  |                 |  |

### Esplicative
1. ↑  Le notizie fornite dalla cronaca non sono del tutto vere, ma ci permettono di capire qual era l'immagine che Giovanni Visconti voleva trasmettere di sé ai suoi contemporanei - Fiamma, p. 48.

### Bibliografiche
1. ↑  Fiamma, p. 48.
2. ↑  Vagliano G. G, Sommario delle vite ed azioni degli arcivescovi di Milano, p. 299.
3. ↑  Cadili 2007, p. 29.
4. ↑  Cadili 2007, p. 16.
5. ↑  Cadili 2007, p. 31.
6. ↑  Miranda 2018.
7. ↑  Azario, Cronaca della Lombardia, p. 53.
8. 1 2  Cadili 2007, p. 108.
9. ↑  Cadili 2007, p. 126.
10. ↑  Azario 1997, p. 70.
11. ↑  Cadili 2007, p. 33.
12. ↑  Cadili 2007, p. 28.
13. ↑  Cadili 2007, p. 53.
14. ↑  Cadili 2007, p. 65.
15. ↑  Cadili 2007, p. 92.
16. ↑  Cadili 2007, p. 88.
17. ↑  Mainoni, Un bilancio di Giovanni Visconti, p. 6.
18. 1 2  Cadili 2007, p. 12.
19. ↑  Cadili 2007, p. 10.
20. ↑  Cadili 2007, p. 11.
21. ↑  Cadili 2007, p. 19.
22. 1 2  Cadili 2007, p. 106.
23. ↑  Cadili 2007, p. 107.
24. ↑   DA LUCHINO A GIOVANNI: GLI ESERCITI DELLA GRANDE ESPANSIONE (1339- 1354), su academia.edu.
25. ↑  Cadili 2007, p. 49.
26. ↑  Cadili 2007, p. 39.
27. ↑  Cadili 2007, p. 8.
28. ↑  Cadili 2007, p. 208.
29. ↑  G. Fiamma, Opusculum, p. 19.
30. ↑  Cadili 2007, p. 214.
31. ↑  Cadili 2007, p. 219.
32. ↑  Cadili 2007, p. 128.
33. ↑  Cadili 2007, p. 120.
34. ↑  Cadili 2007, p. 67.
35. ↑  Cadili 2007, p. 69.
36. 1 2  Cadili 2007, p. 119.
37. ↑  Mainoni, Un bilancio di Giovanni Visconti, pp.7-20.
38. ↑  Galvano, Fiamma, Opusculum, p. 49.
39. ↑  Mainoni, Un bilancio diGiovanni Visconti, p. 5.
40. ↑  Cadili 2007, p. 228.
41. ↑   M. Colli, R. Gariboldi, A. Manzoni, La Certosa di Garegnano, Comune di Milano, Milano, 1989,  p. 13.
42. 1 2  Cadili 2007, p. 15.
43. ↑  Cadili 2007, p. 125.
44. ↑  Cadili 2007, p. 232.
45. ↑  Cadili 2007, p. 22.
46. ↑  Cadili 2007, p. 103, nota 237.
47. ↑  Cadili 2007, p. 235.

### Fonti
- G. Fiamma, Opusculum de rebus gestis ab Azone, Luchino et Johanne Vicecomitibus ab anno MCCXXVIII, Rerum Italicarum scriptores, XII, Bologna, 1938.
- (LA) Paolo Giovio, Pauli Iovii Novocomensis Vitae duodecim Vicecomitum Mediolani Principum ex Bibliotheca Regia, Parigi (Lutetiae), ex officina Rob. Stephani, typographi Regii, 1549. ed.  Paolo Giovio, Le vite dei dodici visconti Signori di Milano, a cura di Renzo Segalà, Milano, Antonioli, 1945,  pp. 82-86.

### Studi
- Alberto Cadili, Giovanni Visconti arcivescovo di Milano (1342-1354), Studi di storia del cristianesimo e delle chiese cristiane, X, Università degli Studi di Milano- Ed. Biblioteca francescana, 2007.
- Azario, Pietro. Cronaca della Lombardia e dei Visconti 1250-1362, Abbiategrasso (MI), Litografica Abbiatense snc, 1997, pp. 51–71.
- P. Mainoni, Un bilancio di Giovanni Visconti, arcivescovo e signore di Milano, in "L'età dei Visconti", a cura di L. Chiappa Mauri, L. De Angelis Cappabianca, P. Mainoni, Milano, 1993, pp. 3–21.
- Vagliano G. G, Sommario delle vite ed azioni degli arcivescovi di Milano, Milano, Lybrary of the University of Illinois, 1715, pp. 299–305.
- E. Cattaneo, Arcivescovi di Milano Santi, in "Ambrosius" 31, 1995, pp. 111–112.
- Maria Bellonci, I Tu vipera gentile, Milano, Mondadori, 1973.